# Norrtjärnarna (Ramsele socken, Ångermanland)
Norrtjärnarna är en sjö i Sollefteå kommun i Ångermanland och ingår i Ångermanälvens huvudavrinningsområde.